# Kedarnatha
Kedarnatha es un género de plantas herbáceas perteneciente a la familia de las apiáceas.  Comprende 6 especies descritas.

## Taxonomía
El género fue descrito por P.K.Mukh. & Constance y publicado en Brittonia 38(2): 147. 1986.

## Algunas especies
A continuación se brinda un listado de las especies del género Kedarnatha descritas hasta julio  de 2013, ordenadas alfabéticamente. Para cada una se indica el nombre binomial seguido del autor, abreviado según las convenciones y usos.
- Kedarnatha garhwalica (H.Wolff) Pimenov & Kljuykov
- Kedarnatha hameliana (Farille & S.B.Malla) Pimenov & Kljuykov
- Kedarnatha meifolia Pimenov & Kljuykov
- Kedarnatha oreomyrrhiformis (Farille & S.B.Malla) Pimenov & Kljuykov
- Kedarnatha sanctuarii P.K.Mukh. & Constance
- Kedarnatha vaginata Pimenov & Kljuykov